# Hybos zhejiangensis
Hybos zhejiangensis är en tvåvingeart som beskrevs av Yang 1995. Hybos zhejiangensis ingår i släktet Hybos och familjen puckeldansflugor.
Artens utbredningsområde är Zhejiang (Kina). Inga underarter finns listade i Catalogue of Life.